# Cronologia da Guerra Hispano-Americana
Esta é uma cronologia da Guerra Hispano-Americana.

## 1895
- 24 de fevereiro: Segunda Insurreição Cubana inicia.
- Abril: General Gómez, General Antonio Maceo, Jose Maceo, Cebreco, Crombet, Guerra, Jose Marti e Borrero embarcam para a Cuba.
- Maio: Espanha envia 2.668 tropas militares para Cuba.
- 19 de maio: Cubano José Martí é assassinado em uma emboscada na Província de Dos Rios Oriente.
- 13 de junho: General español Fidel de Santoclides é assassinado pelo atirador de precisão Andrés Fernandez de escolta de Antonio Maceo, durante proteger Arsenio Martinez Campos, governador espanhol da Cubana Batalha de Província de Peralejo Oriente.

## 1896
- 10 de fevereiro: Weyler sucede Martinez Campos como capitão general.
- 16 de fevereiro: Weyler emite a primeira ordem de reconcentração.
- 26 de agosto: Revolução das Filipinas inicia.
- 7 de dezembro: Antonio Maceo é assassinado em uma emboscada em Punta Brava, Província de Havana.
- 30 de dezembro: O herói filipino Dr. Jose Rizal é executado pelas tropas espanholas.

## 1897
- 4 de março: William McKineley assume Presidência dos Estados Unidos.
- Agosto: Revolta contra leis espanholas nas Filipinas.
- 8 de agosto: Primeiro-ministro espanhol Canovas é assassinado.
- 4 de outubro: Sagasta toma o posto de primeiro-ministro espanhol.
- 31 de outubro: Sagasta sucede Weyler por Blanco.
- 6 de novembro: O novo governo aprova um regime de Autonomia para o Governo das ilhas de Cuba e Porto Rico.

## 1898
- 1 de maio: Primeira batalha da Guerra Hispano-Americana: O almirante George Dewey destrói a frota espanhola na Batalha da Baía de Manila.
- 19 de maio: Emilio Aguinaldo retorna às Filipinas do exílio em Hong Kong onde tinha estado desde a falha da revolta de Katipunan de 1892 a 1896.
- 10 de junho: os primeiros fuzileiros navais americanos desembarcam em Cuba.
- 12 de junho: Derrotando a maioria das forças espanholas na terra e cercando Manila, general Aguinaldo assina a Declaração da Independência Filipina e torna-se o primeiro presidente das Filipinas.
- 20 a 21 de junho: Batalha de Guam.
- 3 de julho: Batalha de Santiago de Cuba.
- 25 de julho a 13 de agosto: Última batalha da Guerra Hispano-Americana: as tropas americanas e Filipinas derrotam as tropas espanholas na Batalha de Manila.
- 12 de agosto: Armistício termina a Guerra Hispano-Americana.
- 14 de agosto: Os Estados Unidos enviam 10 mil tropas para ocupar as Filipinas.
- Setembro: Assembléia filipina ratifica a Constituição de Malolos, estabelecendo a república filipina como um estado independente.
- 1 de outubro: Conferência da Paz de Paris começa – Presidente americano William McKinley instrui o Dia William para não anexar todas as Filipinas, somente Luzon, Guam, Puerto Rico.
- 10 de dezembro: O Tratado de Paris é assinado pela Espanha e pelos Estados Unidos.